# Gūpol
Gūpol (persiska: Gūfol, گوپل) är en ort i Iran.   Den ligger i provinsen Gilan, i den nordvästra delen av landet, 190 km nordväst om huvudstaden Teheran. Gūpol ligger 1 257 meter över havet och antalet invånare är 328.
Terrängen runt Gūpol är bergig åt sydväst, men åt nordost är den kuperad. Runt Gūpol är det ganska glesbefolkat, med 45 invånare per kvadratkilometer. Närmaste större samhälle är Jīrandeh, 12,1 km söder om Gūpol. Trakten runt Gūpol består till största delen av jordbruksmark.